# Joël Hart
Pour les articles homonymes, voir Hart.
Joël Hart, né le 13 juillet 1945 à Villers-Campsart dans la Somme, est un homme politique français.

## Biographie
Issu d'un milieu modeste et d'une famille nombreuse, Joël Hart est professeur d'anglais au collège de Beaucamps-le-Vieux puis principal du collège de Bernaville avant de se lancer dans la politique.
Membre de l'UMP et maire d'Arguel de 1971 à 1995 et maire de la ville d'Abbeville de 1995 à 2008. Il est à trois reprises non consécutives député de la Somme entre 1986 et 2007.
Il est député (UMP) de la 4e circonscription de la Somme du 19 juin 2002 au 19 juin 2007 lors de la XIIe législature (2002-2007). Il est candidat à sa réélection lors des élections législatives du 17 juin 2007 mais avec 48,38 % des voix lors du second tour, il est battu par le candidat socialiste Gilbert Mathon (51,62 %).
Il a déclaré être contre le mariage homosexuel au motif : « je ne marie que des gens propres ».

## Mandats
- 22 mars 1971 - 18 juin 1995 : Maire d'Arguel (Somme)
- 22 mars 1982 - 2 octobre 1988 : Conseiller général de la Somme
- 2 avril 1986 - 14 mai 1988 : Député de la Somme
- 3 octobre 1988 - 17 juin 1995 : Vice-Président du Conseil général de la Somme
- 2 avril 1993 - 21 avril 1997 : Député de la 4e circonscription de la Somme
- 19 juin 1995 - 17 mars 2008 : Maire d'Abbeville (Somme)
- 19 juin 2002 - 19 juin 2007 : Député de la 4e circonscription de la Somme

## Distinctions
- Chevalier de la Légion d'honneur (avant 2005)